# Alberto Giuliani
Alberto Giuliani (San Severino Marche, 25 dicembre 1964) è un allenatore di pallavolo italiano, tecnico del Modena.

## Carriera
Incomincia la carriera di allenatore in Serie B al San Severino e alla Libertas Osimo, prima di essere ingaggiato dal Loreto come allenatore delle squadre giovanili. Promosso in prima squadra nella stagione 2002-03, viene ingaggiato nell'annata 2006-07 dal Volley Corigliano, con cui ottiene la prima promozione in Serie A1. Guida il team calabrese anche nel corso del successivo campionato di Serie A1, che si conclude con la retrocessione. Prima del termine della stagione passa poi alla BluVolley Verona, intenta a disputare i play-off promozione in Serie A2. Persa la finale contro il Forlì, viene confermato allenatore del club scaligero, successivamente ripescato in Serie A1 per la rinuncia della M. Roma, anche per la stagione 2008-09, conclusa al nono posto. Viene quindi ingaggiato dal Piemonte, con cui vince il campionato, il primo per il sodalizio cuneese, e la Coppa CEV. Nell'estate del 2010 è il direttore tecnico della selezione Under-23 di lega.
Al termine della stagione 2010-11, dopo la vittoria di Supercoppa italiana e della Coppa Italia ai danni della Trentino, lascia la panchina del club piemontese per accasarsi alla Lube dove vince lo scudetto 2011-12 e la Supercoppa italiana 2012. A seguito dell'eliminazione dalla semifinale della Coppa Italia 2013-14, il tecnico si dimette, ma la società gli rinnova la fiducia, mantenendolo alla guida della squadra. Chiude la stagione vincendo il suo terzo scudetto, battendo Perugia in quattro partite.
La stagione 2014-15 incomincia con un altro trofeo, la Supercoppa italiana, vinta a Brindisi battendo la Pallavolo Piacenza; il 23 maggio 2015 lascia la squadra marchigiana dopo quattro stagioni. Il 22 luglio dello stesso anno sostituisce Flavio Gulinelli sulla panchina della nazionale della Slovacchia, assumendo contemporaneamente l'incarico di allenatore del Piacenza per la stagione 2015-16. Il 9 marzo 2016 annuncia la sua rinuncia al doppio incarico, lasciando la panchina della Slovacchia a Miroslav Palgut. Nel 2018 viene ingaggiato dalla squadra turca dell'Halkbank, con la quale vince la Supercoppa 2018. Nel 2019 viene nominato commissario tecnico della nazionale slovena, incarico che mantiene fino alla fine del 2021, con la quale vince la Challenger Cup 2019 e conquista due secondi posti consecutivi ai successivi due europei.
Nell'aprile 2020 viene annunciato l'ingaggio del tecnico marchigiano da parte dei polacchi dell'Asseco Resovia a partire dalla successiva annata 2020-21 di Polska Liga Siatkówki; dopo una stagione e mezza, alla fine di dicembre 2021 interrompe consensualmente il contratto con la formazione di Rzeszów. Pochi giorni più tardi, nei primi giorni del 2022, accetta la proposta dell'Olympiakos con cui disputa la seconda parte della stagione 2021-22 nella Volley League greca e con cui, nella stagione successiva, conquista la Challenge Cup, lo scudetto ed otteniene il riconoscimento di miglior allenatore.
Nel gennaio del 2024 fa ritorno in Italia sulla panchina di Modena.

## Palmarès

### Club
- Campionato italiano: 3

2009-10, 2011-12, 2013-14
- Campionato greco: 1

2022-23
- Coppa Italia: 1

2010-11
- Supercoppa italiana: 3

2010, 2012, 2014
- Supercoppa turca: 1

2018
- Coppa CEV: 1

2009-10
- Challenge Cup: 1

2022-23

### Nazionale (competizioni minori)
- Challenger Cup 2019

#### Premi individuali
- 2010 - Serie A1: Miglior allenatore
- 2023 - Volley League: Miglior allenatore